# Kölbåt

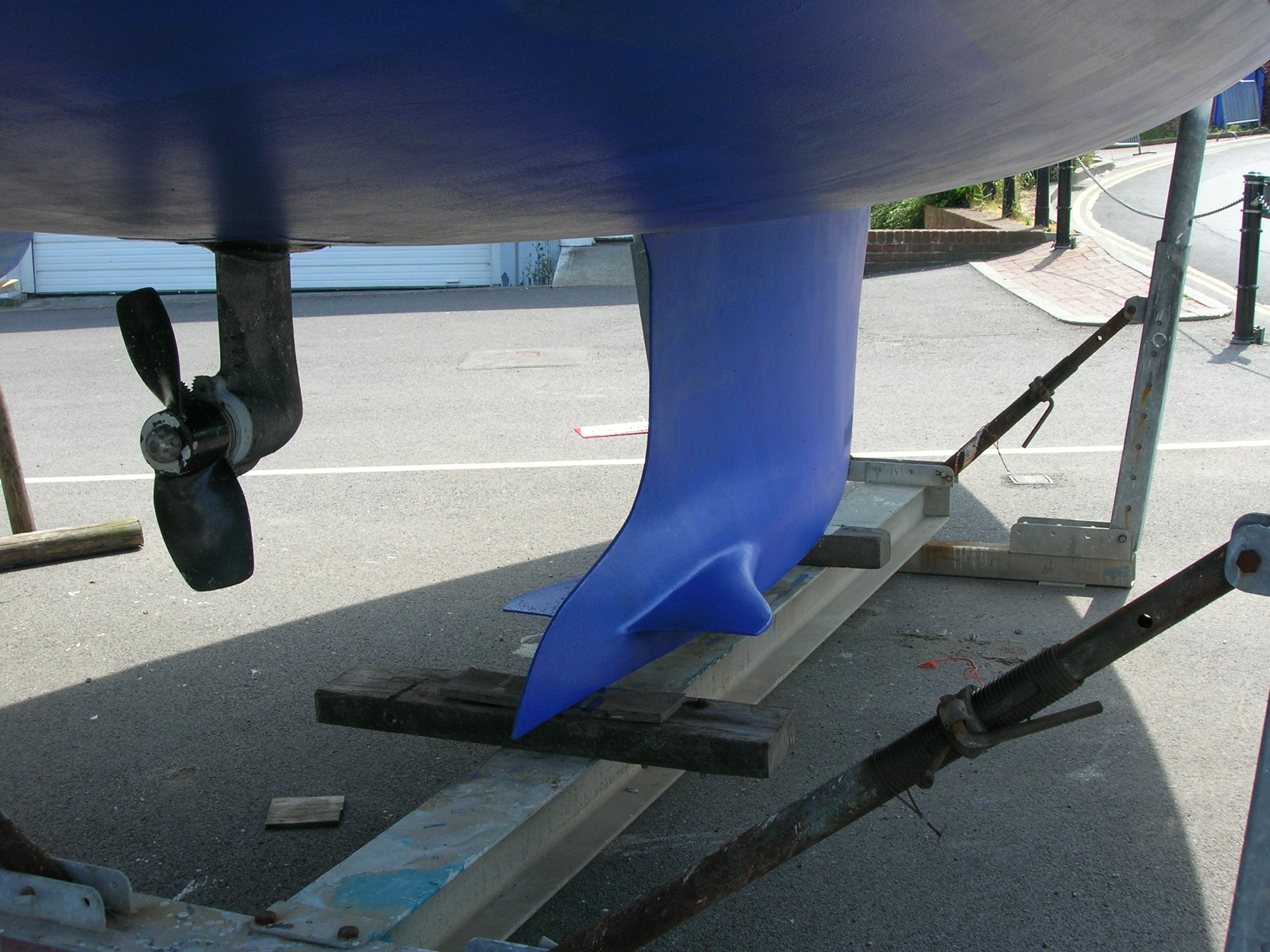
En kölbåt under vattenlinjen

Kölbåt, en typ av segelbåt där kölen helt består av eller innehåller ballast. Ballasten är till för att sänka segelbåtens tyngdpunkt och därmed förbättra segelbåtens tvärskeppsstabilitet. Breda kölbåtar kan ha en lättare ballastköl, eftersom bredden på skrovet också bidrar till stabiliteten.